# Воробьёв, Алексей Александрович (поэт)
Алексей Александрович Воробьёв (28 октября 1922, деревня Большие Яуши, Вурнарский район, Чувашия — 31 марта 1976, Чебоксары, Чувашия) — чувашский поэт и переводчик.

## Биография
Родился 28 октября 1922 года в деревне Большие Яуши (ныне Вурнарский район Чувашии). Окончил Цивильский сельскохозяйственный техникум, Литературный институт им. А. М. Горького.
В 1941—1942 годах работал агрономом в Канашском и Вурнарском районах. В мае 1942 г/ был призван в РККА. Из-за ранения был демобилизован в сентябре того же года.
Работал агрономом в колхозе и МТС, был председателем колхоза, директором машинно-тракторной станции в Калининском и Ибресинском районах. В 1954—1957 годах работал агрономом в хозяйствах Вурнарского и Калининского районов. В 1957 году переехал в город Чебоксары, занимался в основном литературной деятельностью, работал редактором Комитета по радиовещанию и телевидению при Совете Министров Чувашской АССР.
Член Союза писателей СССР c 1964 года.

### Сочинения
Автор книг «Хирти калаçу», («Разговор в поле», 1958), «Юратнă сăнсем» («Любимые черты», 1961), «Туслăх çăлтăрĕ» («Звезда дружбы», 1962), «Хĕвел-çаврăнăш» («Подсолнух», 1969), «Кăнтăрла» («Полдень», 1972), «Йăмра» («Ветла», 1974), «Зерно на ладони» (1969), «Хиртех ман чун» («Сердце мое в поле», 1982).

## Переводы
Переводил на чувашский язык произведения А. С. Пушкина, М. Ю. Лермонтова, С. А. Есенина, М. Карима и др.

## Награды
- Премия Комсомола Чувашии имени М. Сеспеля[уточнить]